# 昌子・淳子・百恵 涙の卒業式〜出発〜
『昌子・淳子・百恵 涙の卒業式〜出発〜』（まさこ・じゅんこ・ももえ なみだのそつぎょうしき たびたち）は、1977年11月26日に東宝系で公開された日本映画。製作：ホリ企画制作。カラー。シネマスコープ。51分。

## 概要
1973年に結成し、その後も改名を繰り返しながら芸能界で人気者となった森昌子・桜田淳子・山口百恵の「花の高3トリオ」。だが1977年に3人が高校を卒業し、これを機にトリオは発展的解消を遂げる事となったため、1977年3月27日に日本武道館でトリオ最初で最後のジョイントコンサートが盛大に開催された。本作はその模様を撮らえた記録映画であり、トリオとしては1975年公開の『花の高2トリオ 初恋時代』以来の映画となった。製作にあたっては、彼女たちの出身番組『スター誕生!』を放送中にして、当日にコンサートの模様を『木曜スペシャル』で放送した日本テレビ放送網が関わっている。2011年8月31日に公開から34年たって初めてDVDで商品化された。

## スタッフ
- 製作：斉藤正勝
- 企画：ホリ・プロダクション（現：ホリプロ）、サンミュージック
- 撮影：畠中照夫
- 照明：新川真
- 録音：建部日出夫
- 音楽：服部克久、高見弘、土持城夫
- 振付：土居甫、花柳糸之
- 協力：日本テレビ放送網、平凡出版（現：マガジンハウス）
- 監督：根本順善

## 出演者
- 森昌子
- 桜田淳子
- 山口百恵
- Z
- ザ・バーズ
- 花柳糸之
- 徳光和夫（当時：日本テレビアナウンサー）
- 小野寺昭
- 三浦友和
- 松田洋治

## ナレーター
- 槇大輔

## 演奏
- 高橋達也と東京ユニオン with ストリングス

## コーラス
- ウィル・ビーズ

## 歌われた楽曲
（森）は森昌子、（桜）は桜田淳子、（山）は山口百恵の略。
1. せんせい（森）
2. 天使も夢みる（桜）
3. としごろ（山）
4. わたしの青い鳥（桜）
5. おかあさん（森）
6. ひと夏の経験（山）
7. 初恋時代（3人）
8. プラウド・メアリー（山）
9. この胸のときめきを（山）
10. ラブ（桜）
11. ラスト・タイム・アイ・ソウ・ヒム（桜）
12. 祇園小唄（森）
13. 涙の連絡船（森）
14. 夏にご用心（桜）
15. あなたのすべて（桜）
16. 横須賀ストーリー（山）
17. 夢先案内人（山）
18. 小雨の下宿屋（森）
19. あの人の船行っちゃった（森）
20. 青春時代（3人）
21. 明日に架ける橋（3人）
22. 蛍の光（3人）

## 同時上映
『瞳の中の訪問者』
- 原作：手塚治虫／脚本：ジェームス三木／監督：大林宣彦／主演：片平なぎさ
- 『初恋時代』の時も同じ片平（トリオと同じ『スタ誕』出身）主演作『青い山脈』が同時上映されており、今回もまた片平主演作とのカップリングとなった。